# Danziger Zuchthaus

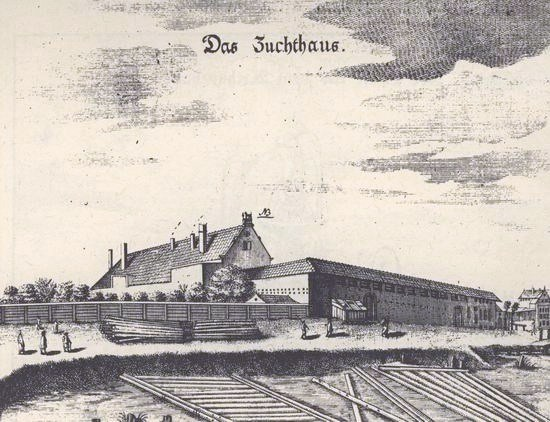
Das Danziger Zuchthaus

Das Danziger Zuchthaus wurde 1629 in der Hansestadt Danzig errichtet und gehörte zu den ersten Zuchthäusern im deutschsprachigen Raum. Vorbild war die 1622 eröffnete Anstalt der Hansestadt Hamburg.

## Lage
Das Gebäude befand sich im heutigen Stadtbezirk Śródmieście (Innenstadt), nahe dem ältesten Stadtteil Hakelwerk der Danziger Altstadt. Entlang der Nordseite des Vorplatzes verlief ein Zweig des Radaunekanals. Dieser Platz erhielt den Namen Zuchthausplatz, bis er 1894 in Heveliusplatz umbenannt wurde. Heute ist dies der „Plac Obrońców Poczty Polskiej“ mit dem 1979 errichteten Denkmal für die Verteidiger der Polnischen Post.

## Geschichte
Das im Jahre 1629 erbaute Danziger Zuchthaus war zuerst ein Ort der Verwahrung und Disziplinierung von Bettlern und Landstreichern. Bauplatz und Umgebung dienten Frauen und Handwerkern zum Bleichen und Färben. Im Jahr 1699 wurde nördlich des Radaunekanals das benachbarte Spend- und Waisenhaus errichtet. Dort wurden die Stadtarmen versorgt und zur Arbeit angehalten, gleichzeitig diente es als Waisenhaus. – Dagegen war der Stockturm mit der Peinkammer im 17. Jahrhundert das Gefängnis für schwere Fälle.
Im Laufe des 18. Jahrhunderts wurde das Zuchthaus in ein Gefängnis umgewandelt. Nach der Eingliederung Danzigs in die preußische Monarchie 1793 diente es als Garnisonsgefängnis und ab 1830 als Lazarett. Im Jahr 1839 wurde das Bauwerk wegen seines schlechten Zustands abgebrochen. Dort entstand fünf Jahre später das Garnisonskrankenhaus, das nach Ende des Ersten Weltkriegs leerstand.
In der Zwischenkriegszeit wurde dort 1925, das am 1. September 1939 umkämpfte, Polnische Postamt eingerichtet – heute das Muzeum Poczty Polskiej w Gdańsku (Museum der Polnischen Post in Danzig).